# Goniothalamus takhtajanii
Goniothalamus takhtajanii är en kirimojaväxtart som beskrevs av Nguyên Tiên Bân. Goniothalamus takhtajanii ingår i släktet Goniothalamus och familjen kirimojaväxter. Inga underarter finns listade i Catalogue of Life.